# Louise Adélaïde de Orléans
Marie Louise Adélaïde d'Orléans (13 august 1698 – 10 februarie 1743) a fost a treia fiică a lui Philippe Charles d'Orléans, Duce de Chartres, moștenitorul Casei de Orléans și a soției lui, Françoise-Marie de Bourbon, fiica cea mică recunoscută a regelui Ludovic al XIV-lea și a metresei sale Madame de Montespan. A fost stareță la mănăstirea Chelles.
1. ↑  IdRef, accesat în 5 martie 2020